# 翁建荣
翁建荣（1967年1月—），浙江景宁县人，中共中央党校肄业，中华人民共和国政治人物，原中共平湖市委副书记、市长、书记、浙江省发展和改革委员会党组成员、副主任。

## 生平
1967年1月，翁建荣出生在浙江省丽水市景宁畲族自治县。1986年8月参加工作，1988年11月加入中国共产党。
1986年8月起进入中国共产党景宁县委员会，后来出任沙湾镇党委副书记、镇长、党委书记、人大主席，之后升任景宁县经委党委书记、主任。
之后，翁建荣出任嘉兴市秀城区副区长；南湖区（秀城区）委常委、常务副区长；嘉兴市环保局党组书记、局长；平湖市委副书记、市长、市委书记；浙江省发展和改革委员会党组成员、副主任。

### 落马
2021年6月16日，翁建荣因涉嫌“严重违纪违法”接受纪委监委调查。2021年8月13日遭到免职。2021年9月因“权钱交易；权色交易；不如实交代个人情况；受贿；和多名女性保持不正当性关系”等问题遭到开除党籍开除公职（双开）处分。同月，浙江省人民检察院依法以涉嫌受贿罪对翁建荣作出逮捕决定。

## 家族
翁建荣4弟兄有3个都是政府官员，大哥翁建敏是景宁畲族自治县住建局局长，二哥翁伟荣是景宁畲族自治县副县长，后出任青田县常务副县长，2015年11月调任丽水市经济和信息化委员会党组书记、主任。